# Делонте Вест
Делонте Морис Вест (енгл. Delonte Maurice West; Вашингтон, 26. јул 1983) бивши је амерички кошаркаш. Играо је на позицијама плејмејкера и бека.
На НБА драфту 2004. одабрали су га Бостон селтикси као 24. пика.